# Jesús Triguero
Jesús Triguero Juanes, fms (Valladolid, 6 de septiembre de 1945) es un hermano marista español, que ha permanecido gran parte de su vida en Chile. Se desempeñó como presidente de la Federación de Instituciones de Educación Particular (FIDE) durante los años 2008 a 2010.

## Educación
Es Doctor en Filosofía y Ciencias de la Educación y profesor de Religión y Lenguaje y Comunicación, por la Pontificia Universidad Católica de Valparaíso. Es magíster en Administración Educacional, titulado en la Universidad Católica de Chile. También obtuvo el grado de Doctor en Educación por la Universidad Nacional de Madrid.

## Carrera en educación
Triguero ha sido rector del Instituto San Fernando de la ciudad del mismo nombre, del Instituto O'Higgins de Rancagua, del Instituto Rafael Ariztía de Quillota y actualmente cumple ese rol en el Instituto Rafael Ariztia de Quillota. También se ha desempeñado como docente universitario de la Universidad Católica de Chile y de la Universidad Nacional Andrés Bello.
En el año 2006 fue designado presidente de la Federación de Instituciones de Educación Particular (FIDE) y de la CONFIDE, que agrupa alrededor de 1000 establecimientos particulares que atienden a 800 mil alumnos, renovando su cargo para el período 2008-2010. La presidenta Michelle Bachelet lo convocó en su calidad de representante de las instituciones de educación privada para formar parte del Consejo Asesor Presidencial de la Educación, formado luego de las movilizaciones estudiantiles que se desataron en Chile durante mayo y junio del 2006.
El miércoles 25 de noviembre de 2015 fue presentado como el nuevo rector del Instituto Rafael Ariztía, para el periodo 2016-2018.